# Société d'Angola
La Société d’Angola est une compagnie maritime créée à Nantes en 1748 pour la traite négrière sur la côte de l'Angola.

## Historique
Suivant l'exemple de Gabriel Michel et sa Compagnie de Guinée, la famille Walsh a créé le 7 septembre 1748 dans le port de Nantes une société par actions qui a pour but de pratiquer la traite des noirs le long de la côte éponyme, avec un capital de 1 600 000 livres (dans les faits 2 millions de livres tournois sont réunies). Elle contrôle à elle seule 28 % de tous les armements négriers de Nantes. Cette société adopte la même démarche que la Compagnie du Sénégal et la Compagnie royale d'Afrique créées en 1673 : mobiliser des capitaux pour armer des navires plus grands.
Le fondateur de la Société d'Angola, Antoine Walsh, grand armateur de la ville et l'une des figures des irlandais de Nantes. La liste des 26 actionnaires ne comprend qu'un seul autre Nantais, Du Chatel, pour 175 000 livres, qui n'est autre qu'un fils du banquier Antoine Crozat. 
La haute finance parisienne et l’administration supérieure de la Compagnie des Indes sont mieux représentées : le financier Paris de Montmartel investit 375 000 livres, les banquiers Tourton et Baur 375 000 livres chacun, et Michau de Montaran, commissaire du roi auprès de la Compagnie et ancien trésorier des États de Bretagne, investit 50 000 livres.
Avec la Société Grou et Michel, sa grande rivale Nantaise, contrôlée par la famille parisienne de Jean-Baptiste Grou père, arrivé à Nantes en 1689 à l'âge de 20 ans. C'est alors 49 % de la traite négrière qui est entre les mains de deux armateurs. En novembre 1748, la Société Grou et Michel fusionne avec d'autres pour se fondre dans la Compagnie de Guinée au capital de 2,4 millions de livres.